# Eremopachys
Eremopachys is een geslacht van rechtvleugeligen uit de familie Tristiridae. De wetenschappelijke naam van dit geslacht is voor het eerst geldig gepubliceerd in 1901 door Brancsik.

## Soorten
Het geslacht Eremopachys  is monotypisch en omvat slechts de volgende soort:
- Eremopachys bergi (Brancsik, 1901)